# Anouk Hoogendijk
Anouk Hoogendijk (Woerden, 1985. május 6. –) holland női válogatott labdarúgó.

## Sikerei

### Klubcsapatokban
Holland bajnok (3):
- SV Saestum (2): 2005*, 2006*[2]
- Ajax (1): 2016–17

 Holland kupagyőztes (1):
- Utrecht (1): 2009–10

 Holland szuperkupa győztes (3):
- SV Saestum (2): 2005, 2006
- Utrecht (1): 2010

 Angol kupagyőztes (1):
- Arsenal (1): 2014

### A válogatottban
Hollandia
- Ciprus-kupa ezüstérmes: 2011[3]
- Ciprus-kupa bronzérmes: 2010[4]